# Kadeberi
Kadeberi är ett periodiskt vattendrag i Burundi.   Det ligger i provinsen Muyinga, i den norra delen av landet, 140 kilometer nordost om huvudstaden Bujumbura.
Omgivningarna runt Kadeberi är en mosaik av jordbruksmark och naturlig växtlighet. Runt Kadeberi är det tätbefolkat, med 266 invånare per kvadratkilometer.